# Wayne Boyd
Wayne Boyd (ur. 25 października 1990 roku w hrabstwie Antrim) – brytyjski kierowca wyścigowy.

## Kariera
Boyd rozpoczął karierę w jednomiejscowych samochodach wyścigowych w 2007 roku od startów w Północnoirlandzkiej Formule Ford, gdzie zdobył tytuł mistrzowski. W tym samym roku wystartował w wyścigach Formuły Ford: Leinster Trophy, Martin Donnelly Trophy, Walter Hayes Trophy, BRDC Golden Helmet oraz w klasie Kent Festiwalu Formuły Ford. W Leinster Trophy był drugi, a w Walter Hayes Trophy - trzeci. W późniejszych latach Brytyjczyk pojawiał się także w stawce edycji zimowej Brytyjskiej Formuły Renault, Brytyjskiej Formuły Ford, Grand Prix Makau Formuły 3, Brytyjskiej Formuły 3, Masters of Formula 3 oraz USF2000 National Championship.